# Luís Augusto Osório Romão do Nascimento
Luís Augusto Osório Romão do Nascimento (Oeiras, 20 de novembro de 1983) é um ex-futebolista brasileiro que atuava como meio-campista.

## Carreira
Luís Augusto saiu de casa em 1997, aos 13 anos, e foi tentar a sorte em São Paulo. Passou juvenil do Palmeiras, em 1998, e na base passou ainda pelo Nacional/SP em 2000. Foi revelado pelas categorias de base do Santos, onde chegou em 2003, onde era conhecido como "Baiano", e surgiu como o substituto de Diego.
Em 2004, disputou a Copa São Paulo de Juniores e foi aproveitado pelo técnico Emerson Leão em partidas da equipe santista na Taça Libertadores e do Campeonato Brasileiro daquele ano, do qual seria campeão, já com Vanderlei Luxemburgo como treinador.
No ano seguinte, foi pouco utilizado pelo então treinador Oswaldo de Oliveira, onde chegou a jogar improvisado de lateral-esquerdo, porém, sem sucesso. Atuou em apenas cinco partidas em 2005 e acabou emprestado ao Paysandu em maio daquele ano.
No Papão, ficou somente até agosto de 2005, sendo devolvido ao Santos.
Em seguida, passaria três temporadas no futebol japonês. Em 2006, foi emprestado ao Yokohama FC, onde foi campeão da J-League 2. No ano seguinte, atuou pelo Oita Trinita, também por empréstimo. Em 2008, após se tratar no início do ano no Centro de Preparação e Reabilitação do Corinthians, jogou no Albirex Niigata.
Entre 2009 e 2011, não atuou por causa do problema no púbis, sendo que nesse período fez 3 cirurgias.
Em 2011, foi contratado pelo Bragantino, onde disputou a Série B.
No primeiro semestre de 2012, disputou o Campeonato Paulista pelo Comercial.
No segundo semestre de 2012, disputou a Série C pelo Guarany de Sobral-CE.
Para a temporada 2013, fechou com o Brasiliense, indicado pelo técnico Márcio Fernandes. Naquele ano, faria uma nova cirurgia no púbis.
Em 2015, acerta com o River-PI, que seria seu último clube.

### Títulos
Santos
- Campeonato Brasileiro: 2004[10]

Yokohama FC
- J-League 2: 2006

Brasiliense
- Campeonato Brasiliense: 2013

River-PI
- Campeonato Piauiense: 2015